# Tuojiangosaurus
Tuojiangosaurus var en kinesisk stegosaurier som namngavs 1977. Den är en av de bäst bevarade stegosaurierna. Tuojiangosaurus påminde på många sätt Kentrosaurus.
Tuojiangosaurus levde i slutet av jura för cirka 157 till 154 miljoner år sedan. Dinosaurien är uppkallad efter den kinesiska floden Tuo Jiang.
Djuret nådde en längd av ungefär 7 meter och en vikt av cirka 1,5 ton. Antagligen var arten växtätare som gick på marken.